# シャルル・リケルト
シャルル・リケルト（Charles Henri Joseph Leickert、1816年9月22日 - 1907年12月5日）はブリュッセル生まれの画家である。風景画を描いた。

## 略歴
シレジア生まれで、オランダ王室の主席召使（Premier Valet de Sa Majesté le Roi des Pays-Bas）として働いた父親とベルリン生まれの母親の間に生まれた。デン・ハーグの王立美術アカデミー(Koninklijke Academie van Beeldende Kunsten)で学んだ。学んだ教師にはバルトロメウス・ファン・ホーフェ(Bartholomeus van Hove:1790-1880)やウィナンド・ニュイエン(Wijnand Nuijen:1813–1839)やアンドレアス・スヘルフハウト（Andreas Schelfhout:1787–1870)がいる。
風景画、特に冬の景色をよく描いた。1841年から1848年の間はデン・ハーグで暮らし、その後1883年までアムステルダムで働いた。1856年にアムステルダムの王立アカデミーの会員に選ばれた。71歳からドイツのマインツに移りマインツで没した。

## 作品

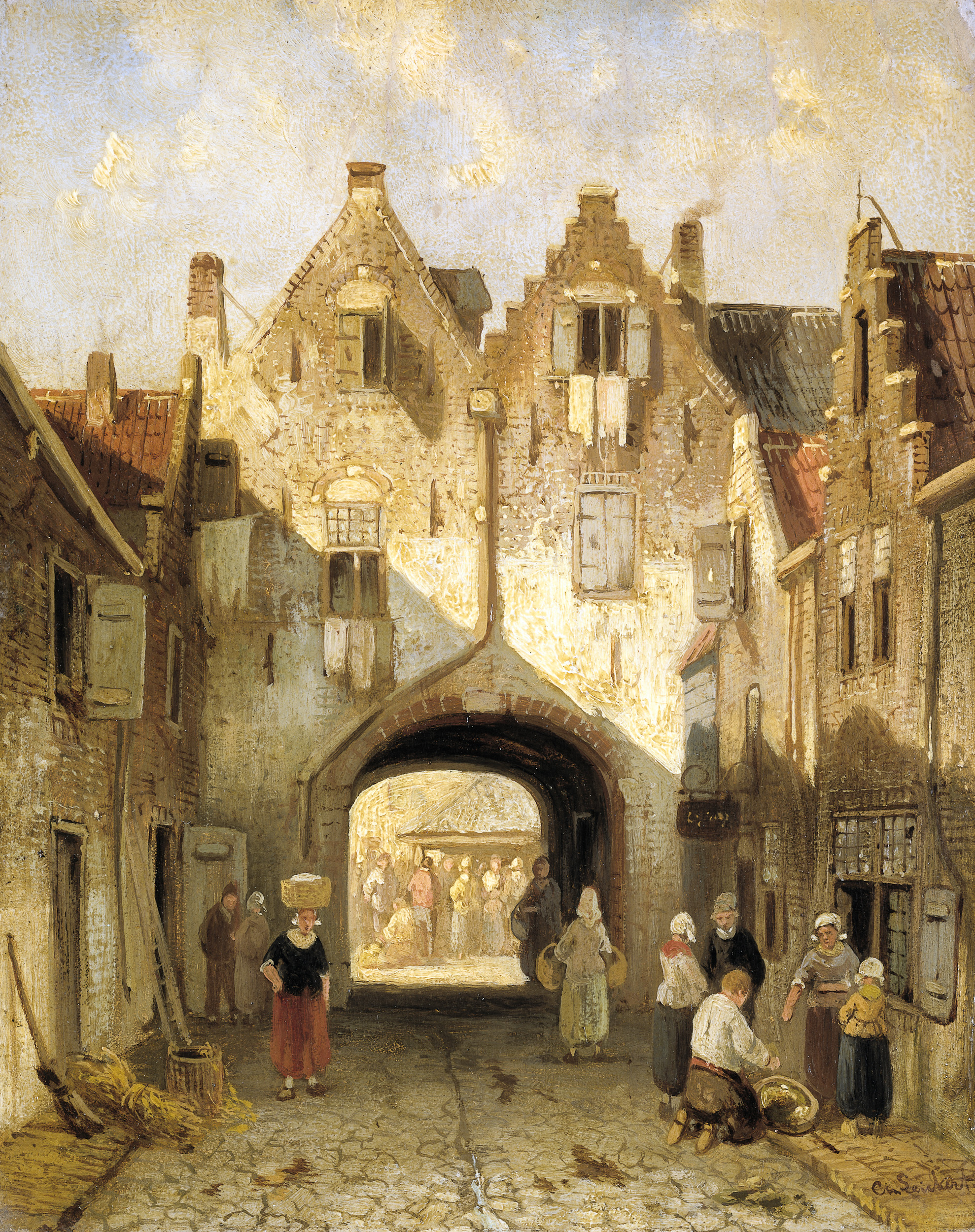
古い街の門
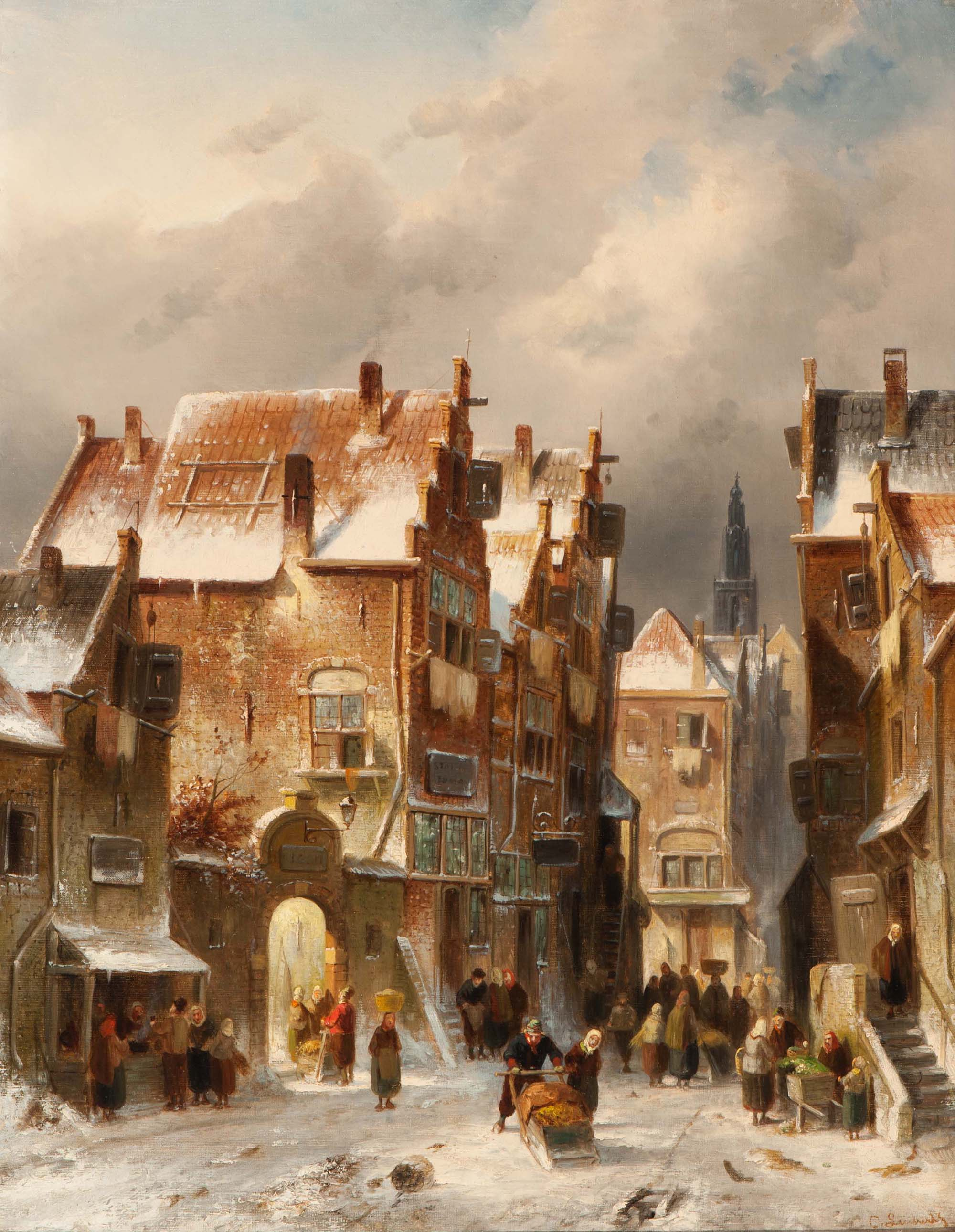
ハールレムの冬景色
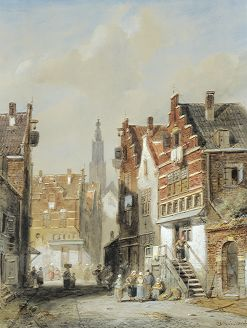
都市風景
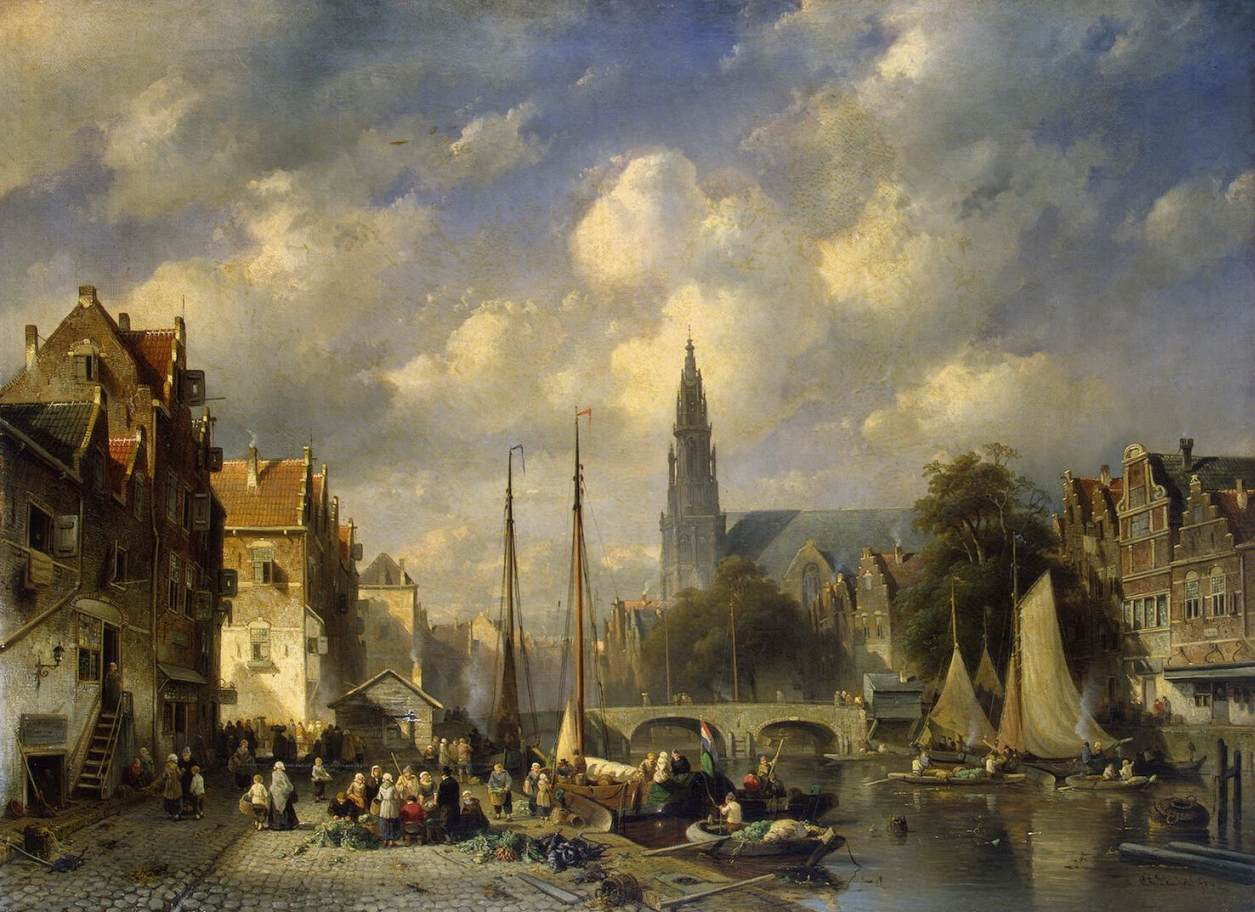
都市風景

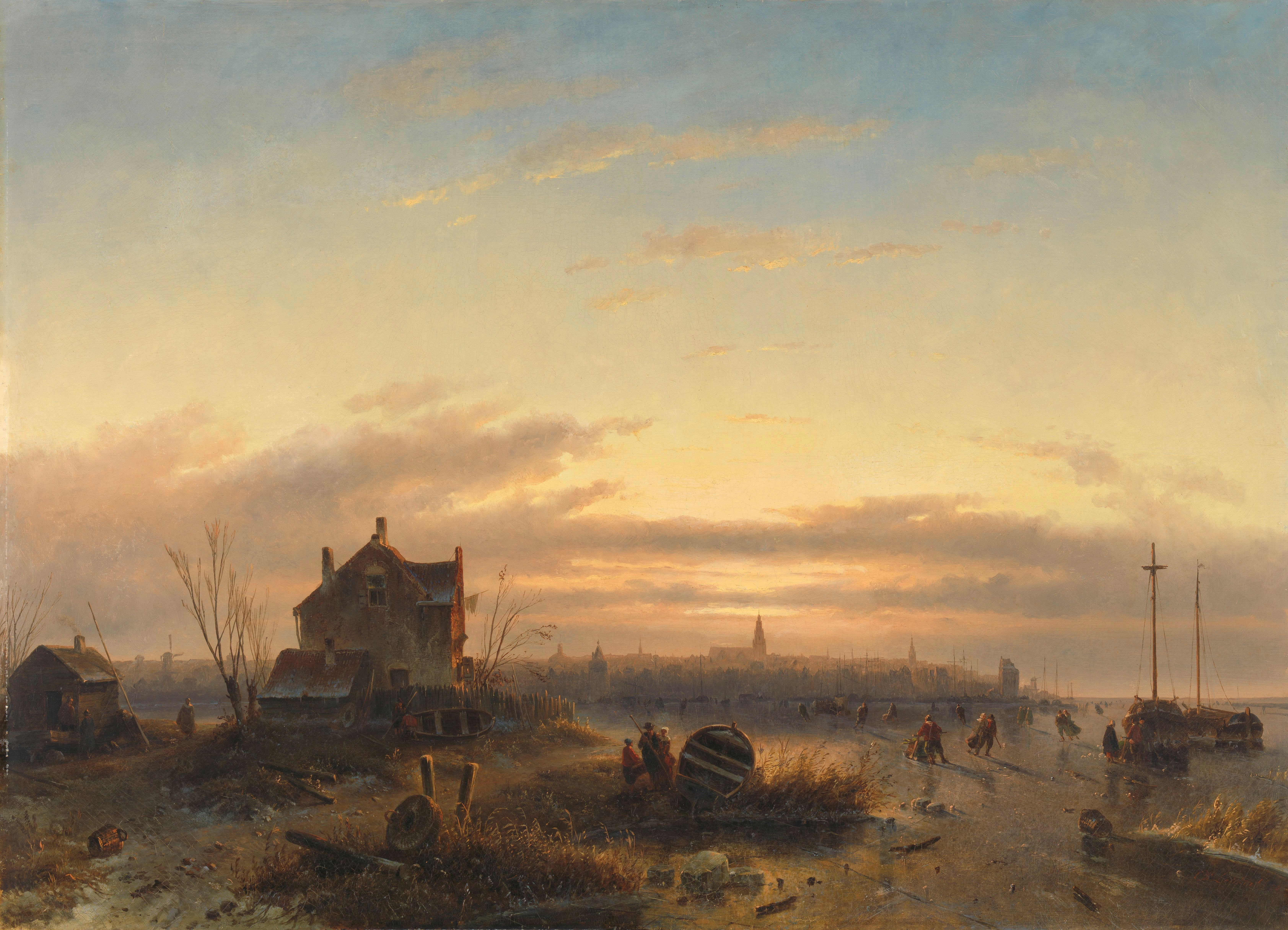
アムステルダム
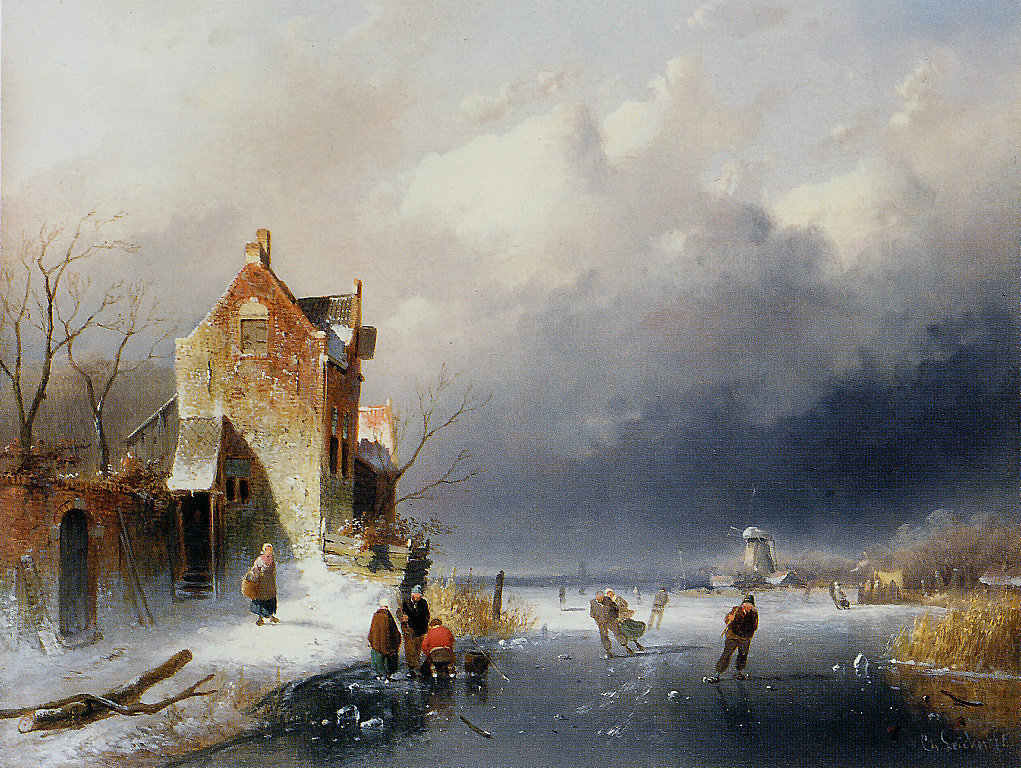
スケートをする風景
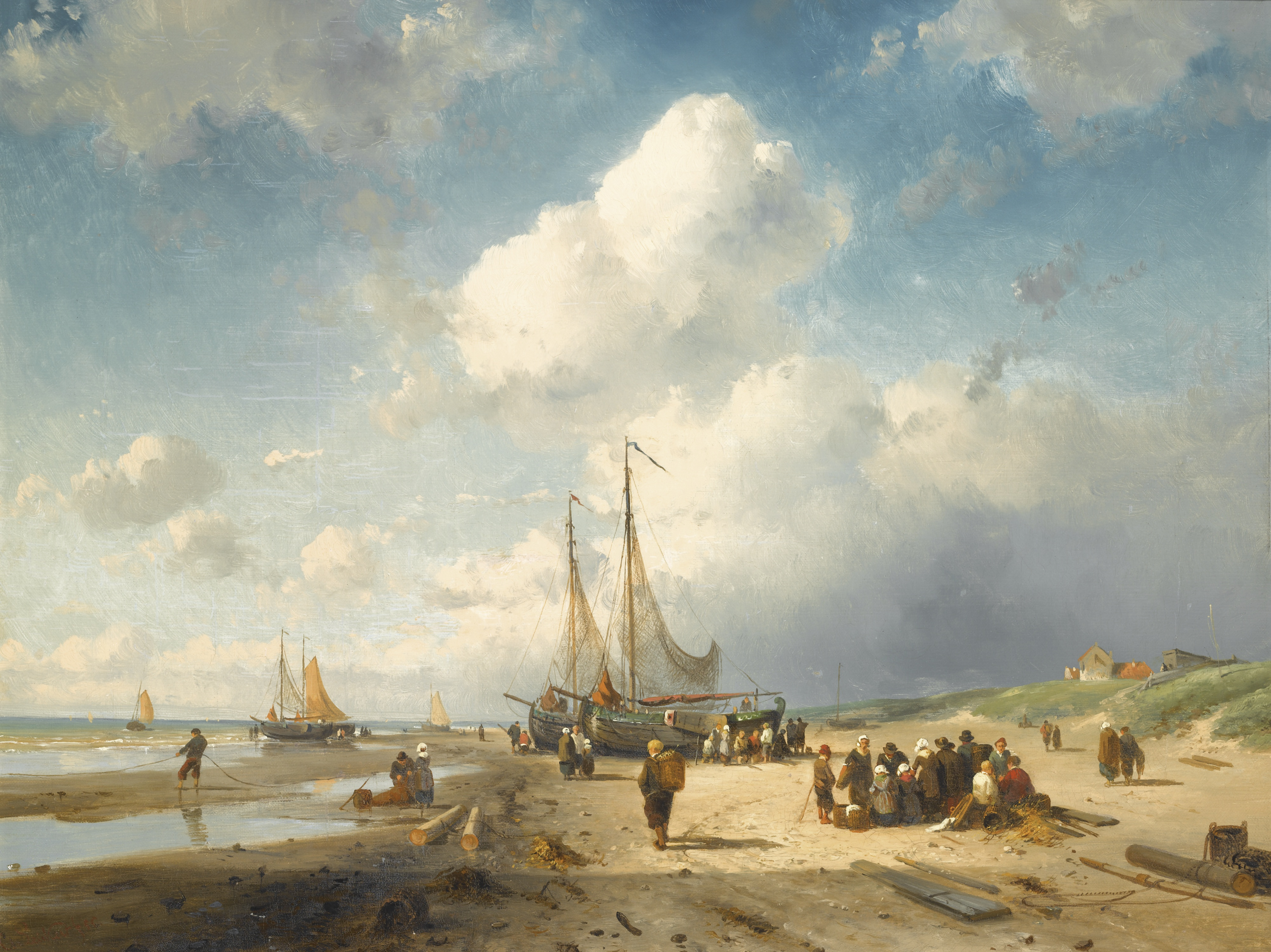
海岸と漁師